# Sindaebang-dong
Sindaebang-dong (koreanska: 신대방동) är en stadsdel i stadsdistriktet Dongjak-gu i Sydkoreas huvudstad Seoul.

## Indelning
Administrativt är Sindaebang-dong indelat i:
| Namn      | Namn                  | Yta km² | Invånare 31 dec 2021 |
| --------- | --------------------- | ------- | -------------------- |
| 신대방1동 | Sindaebang 1(il)-dong | 0,62    | 24 999               |
| 신대방2동 | Sindaebang 2(i)-dong  | 1,03    | 21 404               |